# Ivinj
Ivinj középkori település, ma régészeti lelőhely Horvátországban Šibenik-Knin megyében. Közigazgatásilag Tisnóhoz tartozik.

## Fekvése
Šibenik központjától légvonalban 18, közúton 24 km-re északnyugatra, községközpontjától 4 km-re keletre Dalmácia középső részén, a Pirovaci-öböl délkeleti nyúlványa fölé emelkedő magaslaton fekszik.

## Története
A régészeti leletek tanúsága szerint itt már a római korban lakott település volt. A Szent Márton templom régészeti kutatása során a templom alatt egy nagy méretű, 1. századi római villagazdaság (villa rustica) maradványai kerültek elő. Az épületegyüttesnek lakó és gazdasági részei voltak, belső udvarral rendelkezett. Külön helyiségek voltak kialakítva az olajbogyó feldolgozására és az olaj tárolására, valamint a munkások elszállásolására. Különösen fényűzően volt kialakítva a gazdaság urának lakrésze, melyet a feltárt mozaikmaradványok igazolnak. A leletek ma a tisnoi Katuranić-palota állandó kiállításán láthatók. Előkerült egy háromhajós 5. századi ókeresztény bazilika is a hatszög alaprajzú keresztelőmedencével. A bazilika mellett 900 sírt is feltártak, melyek a 15. századból származnak. A bazilikát valószínűleg a 7. században betörő pogány avarok és szlávok rombolták le. Az ivinji Szent Márton templom a 11. században a római villa romjaira épült és ma is áll. Szent Márton kultusza Ivinjben valószínűleg a 6. századtól a 11. századig tartott. A török már 1414-ben támadta a šibeniki területet. Az első török-velencei háború kitöréséig tartó mintegy ötven évben több nagy támadást is intézett a šibeniki területek ellen több tízezer embert hajtva a rabságba. 1469-ben a környező településekkel együtt Ivinj is elpusztult. Elmenekült lakói részt vettek a mai Tisno alapításában, mely részben a biztonságosabb Murter-szigeten fekszik.

## Nevezetességei
Szent Márton tiszteletére szentelt római katolikus temploma a 11. században egy 1. századi római villa rustica alapfalaira épült. Egyszerű, kőből épített egyhajós négyszög alaprajzú épület. Ma már csak a szent ünnepén november 11-én tartanak benne szentmisét. Körülötte a római villagazdaság és az 5. századi bazilika feltárt alapfalai láthatók. A régészeti lelőhelyet és a templomot 2012-ben a horvát kulturális minisztérium védett kulturális emlékhellyé nyilvánította.